# Bekopaka
Bekopaka je podeželska občina in vas na zahodu Madagaskarja. Spada v okrožje Antsalova, ki je del regije Melaky.

## Geografska lega
Leži na nadmorski višini 334 m v regiji Melaky v provinci Mahajanga, na zahodu Madagaskarja. Reka Manambolo meji na Bekopako na jugu. Nedaleč od mesta je Narodni park Tsingy de Bemaraha, ki je uvrščen na Unescov seznam svetovne dediščine. Bekopaka ima približno 9000 prebivalcev (štetje 2001).

## Gospodarstvo in infrastruktura
Prebivalci, ki pripadajo ljudstvu Sakalava, živijo od kmetijstva in večinoma gojijo riž, banane, koruzo in kasavo. Poleg tega je ekoturizem pomemben vir dohodka.

## Promet
Skozi Bekopako poteka nacionalna cesta št. 8. Poleg tega je zasebna malgaška letalska družba Madagascar Trans Air zgradila letališče, da bi turiste lahko hitreje in udobneje prepeljala v narodni park Tsingy de Bemaraha.

## Podnebje
Bekopaka ima tropsko savansko podnebje (Aw). Povprečna letna temperatura je 26,4 °C.